# Thomas FitzGerald de Laccagh
Sir Thomas Fitzgerald de Laccagh (c.1458–1487) fue un militar irlandés y Lord Canciller de Irlanda con Ricardo III y Enrique VII. Se rebeló contra este último y murió en la Batalla de Stoke.

## Contexto
Nació aproximadamente en 1458, el segundo hijo de Thomas FitzGerald, VII conde de Kildare y Joan Fitzgerald, hija de James FitzGerald, VI conde de Desmond. Se casó con Elizabeth Preston, hija de Robert Preston, Vizconde Gormanston y Janet Molyneux. A través de su hija, Margaret, fue un antepasado del Duque de Wellington. Residió en Laccagh (la ortografía moderna del nombre es Lackagh) cerca de Monasterevin, Condado Kildare, y a pesar de su rebelión contra la Corona sus descendientes pudieron conservar sus propiedades.

## Lord Canciller
Se convirtió en Lord Canciller de Irlanda en 1484. Después de la caída de la dinastía Yorkista, Enrique VII le confirmó en el cargo, pero su lealtad al régimen quedó en entredicho. La nobleza Angloirlandesa era en general fuertemente Yorkista,  mientras los  Fitzgerald de Kildare estaban dispuestos a respaldar cualquier dinastía para mantener su poder: Enrique VII había dicho que coronarían a un simio para asegurar su posición. El padre de Thomas, y su hermano Gerald, "el Gran Conde", alcanzaron un poder casi absoluto en Irlanda, una situación tolerada por los posteriores monarcas ingleses.

## Lambert Simnel

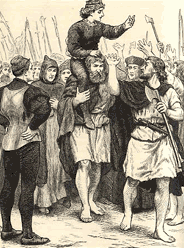
Lambert Simnel en Irlanda

En 1487 el impostor Lambert Simnel, que afirmó ser Eduardo Plantagenet, XVII conde de Warwick, legítimo heredero de la Casa de York, apareció en Irlanda, en compañía de un sacerdote llamado Richard Symonds, y solicitó ayuda militar a la nobleza irlandesa para obtener la Corona inglesa. Simnel se parecía físicamente al auténtico Warwick, que había sido hecho prisionero en la Torre de Londres, donde  permaneció hasta su ejecución en 1499. Thomas y su hermano Gerald FitzGerald, VIII conde de Kildare, estaban entre los seguidores más firmes de Simnel y estuvo presente en su coronación en la catedral de Dublin. Thomas dimitió del cargo de canciller y reclutó un ejército de aproximadamente 4500 soldados, incluyendo tanto a nativos como angloirlandeses, para suplementar una tropa de mercenarios Continentales enviados por la tía del auténtico Warwick, Margaret, Duquesa de Borgoña. Llevó sus tropas a Inglaterra; pero la rebelión fue aplastada en la Batalla de Stoke, donde falleció Thomas. Su hermano tuvo más suerte: Enrique se mostró notablemente clemente con los supervivientes de la batalla, incluyendo a Kildare, que recibió un perdón real,  y al propio Simnel, que recibió un empleo en las cocinas reales, y más tarde fue promovidos al cargo de cetrero.
Los Fitzgerald retuvieron su predominio en la política irlandesa otros 50 años: otro comentario informado de Enrique VII era que si toda Irlanda no les podría gobernar, entonces ellos deberían gobernar toda Irlanda. Sin embargo, su hijo Enrique VIII llegó a una conclusión muy diferente: para 1540 los FitzGerald de Kildare habían sido aplastados, a pesar de que más tarde recuperaron parte de su antigua influencia.

## Hijos
Por su mujer Elizabeth Preston, tuvo al menos tres  niños:
- Sir Maurice Fitzgerald de Laccagh (muerto 1520)
- Margaret, que casó con Garrett Wellesley
- Isabella.